# Повість про Федота Шубіна
Повість про Федота Шубіна(рос. Повесть о Федоте Шубине) — художня повість про життєвий шлях і творчість російського скульптора 18 століття, котру створив радянський письменник Конічев Костянтин Іванович (1904-1971).

## Про автора
Народився в селянській родині в селищі Поповська, тоді Вологодська губернія. Батько рано помер і хлопця виховував опікун. Підлітка навчали ремесла чоботаря. Окрім цього був здіяний на всілякій сільській роботі в полі, в лісі. 1911 року був влаштований в Коровінську церковну школу, котру закінчив через три роки. Нагородою за старанне навчання були декілька книжок, подарованих підлітку вчителем за успіхи. Почав працювати чоботарем в селі, відрізнявся тим, що знав грамоту.
Інші місцини країни побачив в роки Громадянської війни. Повернувся в рідне селище, де працював чоботарем. У вільні часі почав прикладатися до літературної творчості і робив вірші, начерки, статті, котрі відсилав у місцеву газету «Червоний Північ» («Красный Север».)
Став вояком в Частинах особливого призначення. Ці напіввійськові формування були військово-партійними загонами для надання військової допомоги більшовицькій владі на місцях, для  караульної служби на важливих об'єктах тощо. Аби здобути адміністративну кар'єру, навчався в Радянській партійній школі. 1926 року став членом партії більшовиків.
З 1929 року почав позиціонувати себе як письменника, вийшли з друку його книги «Сільські стежки», «По слідах молодості»,«Бойові дні ».
Працював в  Архангельському ГПУ (Державне політичне управління НКВС, 1932 р.) під час сталінських репресій.

## Історія
По закінченні Літературного інституту імені М. Горького в Москві впритул приступив до вивчення історії і фольклору Півночі Росії. Перший варіант книги «Повість про Федота Шубіна» створив 1940 року, що і зазначив у подальших виданнях. Оприлюднення рукопису напередодні війни 1941-1945 рр. стало неможливим.
Перше видання відбулося в повоєнний період 1950 року після доопрацювання рукопису. Наступне доопрацювання рукопису відбулося 1958 року.
Чергове перевидання книги відбулося 1970 року з урахуванням попередніх доопрацювань.

## Структура твору
Побудова книги має спрощений варіант і розбита на сорок розділів. Жодний з розділів не мав окремої назви. Обкладинку і ілюстрації до повісті створив художник Шабаєв Б.І., малюнки котрого виконані в стилістиці гравюри на металевій стулці.
Автор, Конічев К.І. присвятив твір землякам з Холмогор та Великого Устюгу.